# Xiaomi Mi Max 2
Xiaomi Mi Max 2 je telefon (phablet) čínské značky Xiaomi uvedený v květnu 2017. Jedná se o nástupce modelu Xiaomi Mi Max.
Hardwarově je vybaven osmijádrovým procesorem Qualcomm Snapdragon 625 (8x 2,0 GHz Cortex-A53), GPU Adreno 506, 4GB RAM a obrazovkou IPS 6.44" s rozlišením FullHD. Je vybaven operačním systémem Android 7.0 (Nougat).
Dodáván je ve verzi s vnitřní pamětí 64GB a 128GB.